# Phyllachora gorakhpurensis
Phyllachora gorakhpurensis är en svampart som beskrevs av Y.N. Srivast. & Bhargava 1975. Phyllachora gorakhpurensis ingår i släktet Phyllachora och familjen Phyllachoraceae.   Inga underarter finns listade i Catalogue of Life.